# Länsväg AC 515
Länsväg AC 515 är en övrig länsväg i Nordmalings kommun i Västerbottens län (Ångermanland) som går mellan Europaväg 4 vid småorten Håknäs och småorten Brattfors i Nordmalings distrikt (Nordmalings socken). Vägen som är sju kilometer lång går parallellt med Öreälven och passerar bland annat småorten Långed. Från Europaväg 4 fram till strax efter vägskälet där Länsväg 574 ansluter mot Långed är vägen asfalterad för att därefter fortsätta som grusväg fram till strax innan Brattfors där vägen åter igen är asfalterad. Hastighetsgränsen är 70 km/h förutom en kortare sträcka genom Brattfors där den är 50 km/h.
Vägen ansluter till:
- Europaväg 4 / Länsväg AC 514 (vid Håknäs)
- Länsväg AC 574 (vid Långed)
- Länsväg AC 512 (vid Brattfors)